# Oxystophyllum oligadenium
Oxystophyllum oligadenium är en orkidéart som först beskrevs av Rudolf Schlechter, och fick sitt nu gällande namn av Mark Alwin Clements. Oxystophyllum oligadenium ingår i släktet Oxystophyllum och familjen orkidéer.
Artens utbredningsområde är Sulawesi. Inga underarter finns listade i Catalogue of Life.